# Odyssee 2010 – Das Jahr, in dem wir Kontakt aufnehmen
Odyssee 2010 – Das Jahr, in dem wir Kontakt aufnehmen ist ein Science-Fiction-Roman von Arthur C. Clarke aus dem Jahr 1982. Er diente als Vorlage zum Film 2010: Das Jahr, in dem wir Kontakt aufnehmen von Peter Hyams. 2010 ist das zweite Buch des vierbändigen Space-Odyssey-Zyklus, der außerdem die Romane 2001: Odyssee im Weltraum, 2061 – Odyssee III und 3001 – Die letzte Odyssee umfasst.

## Inhalt
Die Erzählung beginnt neun Jahre nach den Ereignissen in 2001. Eine sowjetisch-US-amerikanische Mission wird im Raumschiff Leonov zum Jupiter entsandt, um herauszufinden, was mit der Discovery One und ihrer Crew geschehen ist. Als die Besatzung das verlassene Schiff erreicht, reaktivieren die Wissenschaftler Dr. Heywood Floyd und Dr. Chandra den Computer HAL 9000. HAL eröffnet ihnen, dass er wegen widersprüchlicher Anweisungen außer Kontrolle geriet und die Crew der Discovery One tötete. Kurz darauf verwandelt sich der schwarze Monolith in der Nähe des Jupiter in ein Wurmloch, aus dem David Bowman, der einzige Überlebende der 2001-Mission, hervortritt. Er existiert nun als nicht-materielle Lebensform und besucht ein letztes Mal die Erde, um von seinen Angehörigen Abschied zu nehmen. 
Bowman erscheint auch Floyd und warnt ihn, die Crew müsse die Gegend um Jupiter binnen 15 Tagen verlassen. Floyd hat zunächst Schwierigkeiten, seine Crew von diesem Vorhaben zu überzeugen, doch nach dem plötzlichen Verschwinden des großen Monolithen willigt diese ein. Indem sie die Antriebe beider Raumschiffe nutzt, kann sich die Leonov rechtzeitig entfernen. Die Discovery One wird geopfert und HAL nimmt für das Überleben der Menschen auf der Leonov seinen eigenen Tod in Kauf. Der Jupiter verwandelt sich unter dem Einfluss der Monolithen in einen kleinen Stern, wodurch an der Oberfläche seines Mondes Europa lebensfreundliche Bedingungen entstehen. HAL sendet schließlich im Auftrag Bowmans eine letzte Botschaft zur Erde: „All diese Welten sind euer – außer Europa. Versucht nicht, dort zu landen. Nutzt sie gemeinsam. Nutzt sie in Frieden.“
Das Buch endet mit einem Epilog über die Einwohner des Mondes Europa, welche sich bis zum Jahr 20.001 zu einer Zivilisation entwickelt haben werden. Die Macht des Monolithen, den sie als Gottheit verehren, hält die Menschheit davon ab, auf Europa zu landen.

## Unterschiede zum Film
- Im Buch gibt es eine konkurrierende chinesische Mission zum Jupiter, deren Raumschiff Tsien nach der Landung auf dem Mond Europa von einer Lebensform zerstört wird, welche – vom Licht des Raumschiffes angelockt – durch ein zum Betanken des Schiffs in den Eispanzer des Mondes geschlagenes Loch hervorkommt und am Schiff empor wächst.
- Es gibt keine bemannte Mission zum Monolithen, so dass Maxim im Roman nicht stirbt.
- Im Film ist die Beziehung zwischen Russen und US-Amerikanern deutlich distanzierter als im Roman und entspricht eher dem damaligen Klima des Kalten Krieges.